# 短尾海灣無鰭鰩
短尾海灣無鰭鰩（学名：Sinobatis brevicauda），為軟骨魚綱鰩目無鰭鰩科的一種。分布於西印度洋Saya de Malha海堤，深度900至1130公尺，本魚呈梨形，體盤寬且長，其寬度為體長71-73％，長度為體長76％，吻尖並具有短而細的吻側絲，尾巴很短，身體皮膚平滑，無乳突，體上表面顏色淡灰棕色，腹側前部白色，椎間盤後部和尾部下側淺灰棕色，有不規則的淺棕色斑點，上顎齒排25-27，體長可達42.2公分，棲息在大陸坡沙泥底質海域，為深海底棲性魚類，屬肉食性，生活習性不明。